# HD 172555
HD 172555는 공작자리 방향으로 지구로부터 약 95광년 떨어진 곳에 있는 항성이다. HD 172555는 매우 젊은 별로 1천 2백만 년 전에 태어났다. 분광형은 알타이르와 비슷한 A7 V로 A형 주계열성으로 분류할 수 있다.

## 행성 충돌
2009년 8월 10일 미국 항공우주국(NASA)은 스피처 우주 망원경으로 HD 172555 주위에 행성 규모 천체 두 개가 서로 충돌한 증거를 발견했다고 발표했다. 관측에는 망원경 내 스펙트럼 사진기를 이용했다. 이들은 항성에서 나온 빛의 스펙트럼을 분석, 평범하지 않은 특징들을 발견했고 여기에서 행성 충돌 시나리오를 추론해 냈다.
스피처 망원경은 막대한 양의 일산화 규소 기체 및 무정형의 이산화 규소 입자들이 어머니 항성 주위에 둘리어 있는 것을 발견했다. 고체 입자들의 크기는 먼지 크기부터 커다란 돌덩어리 수준까지 다양했다. 일산화 규소 기체는 뜨거운 열로 암석이 증발한 것이며, 이산화 규소는 지구상에서는 흑요암이나 텍타이트 내에 포함되어 있다. 흑요암은 화산 폭발로 생기는 유리질의 암석이며, 텍타이트는 운석이 지구상에 충돌하면서 극도로 높은 온도하에서 생겨나는 물질이다. 기체 및 고체 입자들의 총 질량은 달의 2배 정도였다.
충돌 천체는 각각 우리 태양계의 수성과 달과 비슷한 질량이었는데, 이는 거대충돌 가설에서 지구에 부딪혀 달을 만들어 냈다고 추측되는 미행성과 비슷한 규모이다.
충돌 시기는 수천 년 전으로 우주적 시각으로 볼 때 '바로 직전'에 발생한 것으로 볼 수 있다. 둘은 최소 초속 10킬로미터의 속도로 부딪혔고, 충돌로 큰 쪽은 살아남았으나 작은 쪽은 사라졌다. 큰 쪽 역시 충돌로 발생한 열 때문에 행성 표면 전체가 녹아내려 용암의 바다를 이루고 있을 것으로 추측된다.
NASA 제트 추진 연구소 관계자의 설명에 따르면 이러한 사건은 암석으로 이루어진 지구형 행성이나 위성들이 생겨나는 중요한 과정이며, 희귀한 사건이기 때문에 이런 사건을 지켜 볼 수 있었던 것은 행운이라고 한다.

## 참고 문헌
- (영어) Planet Smash-Up Sends Vaporized Rock, Hot Lava Flying[깨진 링크(과거 내용 찾기)]. 미국 항공우주국 스피처 우주 망원경. 2009-08-10 입력, 2009-08-11 확인.
- (영어) C. M. Lisse;  외. “ABUNDANT CIRCUMSTELLAR SILICA DUST AND SiO GAS CREATED BY A GIANT HYPERVELOCITY COLLISION IN THE ~12 MYR HD172555 SYSTEM”. 《ApJ》 701: 2019-2032. doi:10.1088/0004-637X/701/2/2019. 2009년 8월 11일에 확인함.
- “행성 둘이 고속충돌, 우주적 ‘최근’ 대사건”. 중앙일보. 2009년 8월 11일. 2009년 8월 13일에 원본 문서에서 보존된 문서. 2009년 8월 11일에 확인함.

## 같이 보기
- (영어) Blogs / Bad Astronomy: When worlds collide 보관됨 2009-08-13 - 웨이백 머신. HD 172555의 별주위 원반을 만든 거대 충돌을 재구성한 유튜브 포맷의 동영상.